# Viviane Asseyi
Viviane Asseyi (født 20. november 1993) er en kvindelig fransk fodboldspiller, der spiller angreb for engelske West Ham United i FA Women's Super League og Frankrigs kvindefodboldlandshold. Hun har tidligere spillet for flere franske ligaklubber som Rouen, Montpellier, Marseille, Bordeaux og tyske FC Bayern München. Siden august 2022 har hun spillet for West Ham United.
Hun fik sin officielle debut på det franske landshold i 29. juni 2013 mod Norge i en venskabskamp. Asseyi deltog første gang ved EM i 2013 i Sverige og igen ved VM i fodbold 2019 på hjemmebane. Hun blev hun også udtaget til VM i fodbold 2023 i Australien/New Zealand.